# Mark Salling
Mark Wayne Salling (Dallas, 17 de agosto de 1982 – Los Angeles, 30 de janeiro de 2018) foi um ator e músico norte-americano, mais conhecido por interpretar Noah Puckerman na série de televisão Glee.

## Carreira
Salling já trabalhou nos filmes Children of the Corn IV e The Graveyard. Ele também atuou em um episódio de Walke, Texas Ranger. Interpretou o personagem Puck na série Glee.
Salling cantou, escreveu, e tocou guitarra em um projeto sob o nome artístico de Jericho. O álbum de estreia de Jericho, Smoke Signals, foi lançado em 2008. Em 25 de outubro de 2010, lançou o álbum Pipe Dreams, que foi produzido. Fez um cover da música "Sweet Caroline" de Neil Diamond, e também da música "Only the Good Die Young", de Billy Joel,em um episódio da série Glee.

## Vida pessoal
Em 29 de dezembro de 2015 foi preso por posse de pornografia infantil. Ao pagar a fiança no valor de US$ 20.000,000, foi liberado, mas compareceu no dia 22 de janeiro de 2016 para depor ao juiz. Em outubro de 2017 Mark se declarou culpado e poderia ser sentenciado até 7 anos de prisão, além de passar 20 anos sob supervisão após a liberação e ser registrado como agressor sexual.
Foi encontrado morto no dia 30 de janeiro de 2018 em Los Angeles, onde aguardava a sentença. A causa provável é suicídio. Segundo o tabloide TMZ ator já havia tentado tirar a própria vida em agosto de 2017.

## Filmografia
| Filme      | Filme                                  | Filme                                                | Filme            |
| Ano        | Título original                        | Papel                                                | Notas            |
| ---------- | -------------------------------------- | ---------------------------------------------------- | ---------------- |
| 1996       | Children of the Corn IV: The Gathering | James Rhodes                                         |                  |
| 2006       | The Graveyard                          | Eric                                                 |                  |
| 2011       | Glee: The 3D Concert Movie             | Noah "Puck" Puckerman                                |                  |
| Televisão  |                                        |                                                      |                  |
| Ano        | Título original                        | Papel                                                | Notas            |
| 1999       | Walker, Texas Ranger                   | Billy                                                | 1 episódio       |
| 2009–2015  | Glee                                   | Noah "Puck" Puckerman                                | Elenco Principal |
| 2011       | The Glee Project                       | Himself                                              | 1 episódio       |
| Indicações |                                        |                                                      |                  |
| Ano        | Prêmio                                 | Categoria                                            | Resultado        |
| 2009       | Screen Actors Guild Award              | Melhor performance de elenco em uma série de comédia | Indicado         |
| 2010       | Screen Actors Guild Award              | Melhor performance de elenco em uma série de comédia | Indicado         |
| 2010       | Teen Choice Awards                     | Melhor astro Breakout                                | Indicado         |
| 2010       | Teen Choice Awards                     | Canção escolhida: grupo (com o elenco de Glee)       | Indicado         |
| 2011       | Teen Choice Awards                     | Ator que roubou a cena                               | Indicado         |
| 2011       | Screen Actors Guild Award              | Melhor performance de elenco em uma série de comédia | Indicado         |
| 2012       | Screen Actors Guild Award              | Melhor performance de elenco em uma série de comédia | Indicado         |

## Discografia

### Singles
| Ano  | Single                    | Posições | Posições |
| Ano  | Single                    | EUA      | CAN      |
| ---- | ------------------------- | -------- | -------- |
| 2010 | "Only the Good Die Young" | 50       | 39       |

## Solos em Glee
| Nome da música                              | Versão original                      | Canta com: | Episódio                      |
| ------------------------------------------- | ------------------------------------ | --- | ----------------------------- |
| Sweet Caroline                              | Neil Diamond                         | Puck (Mark Salling) e New Directions | Mash-Up                       |
| Run Joey Run                                | David Geddes                         | Rachel (Lea Michele), Puck (Mark Salling), Jesse (Jonathan Groff) e Finn (Cory Monteith) | Bad Reputation                |
| Total Eclipse of the Heart                  | Bonnie Tyler                         | Rachel (Lea Michele), Puck (Mark Salling), Jesse (Jonathan Groff) e Finn (Cory Monteith) | Bad Reputation                |
| The Lady Is a Tramp                         | Sammy Davis Jr.                      | Puck (Mark Salling) e Mercedes (Amber Riley) | Laryngitis                    |
| Shout It Out Loud                           | Kiss                                 | Finn (Cory Monteith), Puck (Mark Salling) e Artie (Kevin McHale) | Theatricality                 |
| Beth                                        | Kiss                                 | Puck (Mark Salling), Finn (Cory Monteith) e New Directions Boys | Theatricality                 |
| Loser                                       | Beck                                 | Puck (Mark Salling), Finn (Cory Monteith), Sandy (Stephen Tobolowsky), Howard (Kent Avenido) e Terri (Jessalyn Gilsig) | Funk                          |
| Good Vibrations                             | Marky Mark and the Funky Bunch       | Puck (Mark Salling), Finn (Cory Monteith) e Mercedes (Amber Riley) | Funk                          |
| Somewhere Over the Rainbow                  | The Wizard of Oz                     | Will (Matthew Morrison) e Puck (Mark Salling) | Journey To Regionals          |
| Empire State of Mind                        | Jay-Z feat. Alicia Keys              | Artie (Kevin McHale), Finn (Cory Monteith), Puck (Mark Salling), Mercedes (Amber Riley), Santana (Naya Rivera) e New Directions | Audition                      |
| Billionaire                                 | Travie McCoy feat. Bruno Mars        | Sam (Chord Overstreet), Artie (Kevin McHale) e Puck (Mark Salling) | Audition                      |
| Only the Good Die Young                     | Billy Joel                           | Musica Solo | Grilled Cheesus               |
| One Love (People Get Ready)                 | Bob Marley                           | Puck (Mark Salling) e Artie (Kevin McHale) | Never Been Kissed             |
| Need You Now                                | Lady Antebellum                      | Rachel (Lea Michele) e Puck (Mark Salling) | The Sue Sylvester Shuffle     |
| Fat Bottomed Girls                          | Queen                                | Puck (Mark Salling) e New Directions' Boys | Silly Love Songs              |
| Blame It (On The Alcohol)                   | Jamie Foxx and T-Pain                | Artie (Kevin McHale), Puck (Mark Salling), Mercedes (Amber Riley), Santana (Naya Rivera) e New Directions | Blame It on the Alcohol       |
| Afternoon Delight                           | Starland Vocal Band                  | Carl (John Stamos), Puck (Mark Salling), Emma (Jayma Mays), Quinn (Dianna Agron) e Rachel (Lea Michele) | Sexy                          |
| Big Ass Heart                               | Original                             | Musica Solo | Original Song                 |
| Friday                                      | Rebecca Black                        | Artie (Kevin McHale), Sam (Chord Overstreet) e Puck (Mark Salling) | Prom Queen                    |
| Bella Notte                                 | Lady and the Tramp                   | Puck (Mark Salling), Artie (Kevin McHale), Sam (Chord Overstreet) e Mike (Harry Shum Jr.) | New York                      |
| It's All Over                               | Dreamgirls                           | Mercedes (Amber Riley), Kurt (Chris Colfer), Finn (Cory Monteith), Will (Matthew Morrison), Puck (Mark Salling), Santana (Naya Rivera), Mike (Harry Shum Jr.) com Quinn (Dianna Agron), Tina (Jenna Ushkowitz) e Brittany (Heather Morris) | Asian F                       |
| Waiting for a Girl Like You                 | Foreigner                            | Musica Solo | Pot O’Gold                    |
| America                                     | West Side Story                      | Santana (Naya Rivera), Tina (Jenna Ushkowitz), Puck (Mark Salling) e Mike (Harry Shum Jr.) com Rory (Damian McGinty Jr.), Brittany (Heather Morris), Quinn (Dianna Agron)                                                                  | The First Time                |
| Hot For Teacher                             | Van Halen                            | Puck (Mark Salling) com Finn (Cory Monteith), Blaine (Darren Criss) e Mike (Harry Shum Jr.) | Mash Off                      |
| I'm the Only One                            | Melissa Etheridge                    | Musica Solo | I Kissed a Girl               |
| Man In The Mirror                           | Michael Jackson                      | Artie (Kevin McHale), Finn (Cory Monteith), Sam (Chord Overstreet), Puck (Mark Salling), Blaine (Darren Criss), Mike (Harry Shum Jr.), Rory (Damian McGinty Jr.) e New Directions                                                          | Hold On To Sixteen            |
| Santa Claus Is Coming to Town               | Bruce Springsteen                    | Finn (Cory Monteith) e Puck (Mark Salling) | Extraordinary Merry Christmas |
| La Cucaracha                                | Tadicional spanish folk              | Will (Matthew Morrison) Artie (Kevin McHale) Puck (Mark Salling) e Finn (Cory Monteith) | The Spanish Teacher           |
| School's Out                                | Alice Cooper                         | Musica Solo | Choke                         |
| The Rain In Spain                           | My Fair Lady                         | Puck (Mark Salling), Finn (Cory Monteith), Blaine (Darren Criss), Mike (Harry Shum Jr.) e New Directions' Boys | Choke                         |
| Mean                                        | Taylor Swift                         | Coach Beiste (Dot Marie-Jones) e Puck (Mark Salling) | Props                         |
| You Get What You Give                       | New Radicals                         | Finn (Cory Monteith), Mercedes (Amber Riley), Puck (Mark Salling)and New Directions Seniors' | Goodbye                       |
| Glory Days                                  | Bruce Springsteen                    | Puck (Mark Salling) e Finn (Cory Monteith) | Goodbye                       |
| Home / Homeward Bound                       | Phillip Phillips / Simon & Garfunkel | Puck (Mark Salling), Quinn (Dianna Agron), Santana (Naya Rivera), Mercedes (Amber Riley), Mike (Harry Shum Jr.) e Finn (Cory Monteith) |                               |
| Hanukkah Oh Hanukkah                        | Tradicional                          | Puck (mark Salling) e Jake (Jacob Artist) |                               |
| Have Yourself a Merry Christmas             | Frank Sinatra                        | Puck (Mark Salling), Marley (Melissa Benoist), Jake (Jacob Artist) , Sam (Chord Overstreet), Brittany (Heather Morris), Blaine (Darren Criss), Kurt (Chris Colfer) e New Directions                                                        |                               |
| (You Gotta) Fight for Your Right (To Party) | The Beastie Boys                     | Puck (Mark Salling) e Finn (Cory Monteith) |                               |